# ホワット・ゴウズ・アラウンド
What Goes Around（ホワット・ゴウズ・アラウンド）はイギリスのロックバンド、ホリーズが1983年に発表した23枚目のオリジナルアルバムである。邦題は『ストップ・イン・ザ・ネーム・オブ・ラヴ』。
スプリームスの大ヒット曲「Stop! in the Name of Love（ストップ・イン・ザ・ネーム・オブ・ラブ）」のカバーが収録されている。このアルバムではグラハム・ナッシュがワン・ショットで復帰したことも話題となった。このアルバム発表後、長期の活動休止期間に入る。サウンドは80年代当時の流行（打ち込み等）に乗っていて初期とはだいぶ違った作品となっている。全米90位。

## 収録曲
1. Casualty
2. Take My Love And Run
3. Say You'll Be Mine
4. Something Ain't Right
5. If The Lights Go Out
6. Stop In The Name Of Love
7. I Got What You Want
8. Just One Look
9. Someone Else's Eyes
10. Having A Good Time
11. Musical Pictures